# Madoc

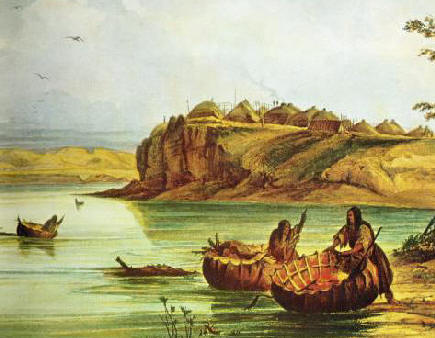
Indiáni na kulatých loďkách

Madoc ab Owain Gwynedd (12. století? - ?) byl velšský šlechtic z království Gwynedd, který podle legendy objevil Ameriku již v roce 1170.
Historicky doložený král Owain Gwynedd měl údajně třináct dětí, mezi nimiž propukly po králově smrti boje o nástupnictví. Madoc a jeho bratr Rhiryd se rozhodli z rozvrácené země odejít. Se zhruba stovkou lidí přepluli na lodích Atlantský oceán a přistáli na americkém břehu, kde založili vlastní osadu a postupně splynuli s místním obyvatelstvem. Místo jejich přistání není známo, různé verze příběhu uvádějí místa od Mexika po Newfoundland. V lokalitě Devil's Backbone ve státě Kentucky se ukazují turistům zbytky hliněného valu, který je označován za Madocovu pevnost. V roce 1686 vypověděl jistý reverend Morgan Jones, že se setkal v Severní Karolíně s indiánským kmenem, který hovořil velšsky. Jako další důkaz Madocovy plavby bývají uváděny kulaté čluny používané kmenem Mandan žijícím v Jižní Dakotě, které nápadně připomínají tradiční velšské coracle. V roce 1953 byla ve Fort Morgan v Alabamě odhalena pamětní deska na počest Madocovy výpravy, v roce 2008 byla odstraněna s vysvětlením, že o Madocově existenci nevypovídají žádné hodnověrné prameny.
V kronikách středověkého Walesu nejsou o Madocovi žádné záznamy, jako první se o něm zmiňuje koncem 15. století básník Maredudd ap Rhys. Teprve za vlády Alžběty I. vycházely spisy líčící s barvitými podrobnostmi Madocovo objevení Ameriky, jejichž autory byli John Dee, George Peckham a Richard Hakluyt. Jejich záměrem však bylo spíše podpořit anglické nároky na severoamerická území pseudohistorickými argumenty, takže se nedají brát vážně. Také genetické výzkumy neprokázaly žádnou příbuznost mezi Mandany či jinými severoamerickými Indiány a Velšany.
Romantický básník Robert Southey vydal v roce 1805 poému nazvanou Madoc. Southey byl příslušníkem hnutí Pantisocracy, usilujícího o vybudování utopické komuny v Novém světě. Madoc je v jeho pojetí průkopníkem civilizace a humanismu, když odnaučí Aztéky obětování zajatců.